# Boris Stojkov
Boris Stojkov, född 3 januari 1925 i Jugoslavien, död 5 februari 1982 i Gustavsberg, var en jugoslavisk-svensk keramiker, skulptör och tecknare. 
Han var från 1954 gift med Maria Stoikov. Efter att under flera år ha suttit som krigsfångar i sitt forna hemland kom han som flykting till Sverige i början av 1950-talet. Under sin tid i fångläger började han skriva dikter och teckna i tusch efter ankomsten till Sverige fortsatte han sitt tecknande med minnesbilder från krigsåren eller porträtt och motiv från Lidköping där han var bosatt. I början av 1960-talet fick han arbete som assistent till Bengt Berglund  vid Gustavsbergs Porslinsfabriks. Vid Gustavsberg skapade han en serie fantasidjur i stengods som han kallade för BORIS. Eter några år lämnade han Gustavsbergs för en anställning vid Rörstrands porslinsfabrik i Linköping där han var verksam fram till omkring 1970. Han etablerade då en egen ateljé där han utförde skulpturer i keramik, trä, sten, horn och elfenben där han försökte utnyttja materialens naturliga former i sitt skapande. Bland hans kända verk märks ett Kristushuvud i aspträ, Krucifix i päronträ och elfenben samt porträtthuvuden i trä och lera. Tillsammans med Göran Bendelius ställde han ut i Lidköping 1962 och han medverkade i en utställning med Skaraborgskonst i Lidköping 1961, Skaraborgssalongen i Falköping 1962, Vara konstförenings utställning i Vara och en utställning med Fem Lidköpingskonstnärer i Lidköping samt med teckningar på Liljevalchs Stockholmssalong. Han signerade sina keramiska arbeten med BORIS eller B.Stojkov. Stojkov är representerad vid bland annat Nationalmuseum i Stockholm.